# 红石乡
红石乡，是中华人民共和国吉林省延边朝鲜族自治州敦化市下辖的一个乡镇级行政单位。

## 行政区划
红石乡下辖以下地区：
红石村、一心村、郑家村、中成村、临江西村、临江东村、南青沟子村、大岗村、金岗村、尚日村、西黄泥河村和大兴川村。